# روي لاسي
روي لاسي (بالإنجليزية: Roy Lacey)‏ هو سياسي أمريكي، ولد في 5 نوفمبر 1947 ببوكاتيلو في الولايات المتحدة. حزبياً، نشط في الحزب الديمقراطي. وقد انتخب عضو مجلس نواب ايداهو.